# Carl-Uwe Steeb
Carl-Uwe Steeb, né le 1er septembre 1967 à Aalen, est un ancien joueur de tennis professionnel allemand.

## Carrière
Ce gaucher commence sa carrière professionnelle en 1986, trois ans après avoir gagné le championnat allemand des moins de 16 ans. Il a atteint son meilleur classement à l'ATP en 1990 lorsqu'il fut 14e mondial. Il a gagné trois titres en simple durant sa carrière à Gstaad (1989), Gênes (1991) et Moscou (1995).
Steeb est surtout connu pour son rôle dans en tant que deuxième joueur de simple de l'équipe d'Allemagne de Coupe Davis. Lors de la finale en 1988 à Göteborg, il domine le numéro un mondial du moment, Mats Wilander, en remontant un handicap de deux sets à zéro 8-10, 1-6, 6-2, 6-4, 8-6 (en Coupe Davis l'apparition du tie-break pour les quatre premiers sets n'aura lieu que l'année suivante). Cette victoire, suivie de celle de Boris Becker sur Stefan Edberg et du succès en double de Boris Becker et Eric Jelen le samedi, permet à l'Allemagne de remporter pour la première fois l'épreuve. L'année suivante, cette fois-ci à Stuttgart, l'Allemagne conserve son titre, toujours face à la Suède, même si Steeb perd ses deux simples face à Mats Wilander et Stefan Edberg. Les succès de Boris Becker en simple face à Stefan Edberg et Mats Wilander et la victoire en double donnent les trois points de la victoire à l'Allemagne. Lors du dernier titre remporté à ce jour par les Allemands en 1993, Carl-Uwe Steeb est encore vainqueur de la coupe en tant que membre de l'équipe remplaçant.
Steeb était particulièrement à l'aise sur terre battue où il pouvait profiter de son excellente condition physique, ses qualités principales étant la vitesse, la puissance et l'endurance auxquelles il faut ajouter une grande combativité. Il faut aussi admettre que le jeu de Steeb n'était pas d'une grande variété et reposait en grande partie sur son coup droit, son service et son revers étaient moyens et les montées au filet ne faisaient pas partie de ses points forts.
Steeb a arrêté sa carrière professionnelle en 1996 après dix ans sur le circuit ATP. De 1998 à 2001, il était capitaine de l'équipe allemande de Coupe Davis, succédant ainsi à Nikola Pilić.
Aujourd'hui Carl-Uwe Steeb travaille régulièrement avec la ZDF lors des diffusions de tournoi de tennis.

## Palmarès

### Titres en simple messieurs
| No | Date       | Nom et lieu du tournoi | Catégorie    | Dotation    | Surface         | Finaliste         | Score                   |  |
| -- | ---------- | ---------------------- | ------------ | ----------- | --------------- | ----------------- | ----------------------- |  |
| 1  | 10-07-1989 | Suisse Open, Gstaad    |              | 275 000 $   | Terre (ext.)    | Magnus Gustafsson | 6-7, 3-6, 6-2, 6-4, 6-2 |  |
| 2  | 17-06-1991 | IP Cup, Gênes          | World Series | 225 000 $   | Terre (ext.)    | Jordi Arrese      | 6-3, 6-4                |  |
| 3  | 06-11-1995 | Kremlin Cup, Moscou    | World Series | 1 125 000 $ | Moquette (int.) | Daniel Vacek      | 7-65, 3-6, 7-66         |  |

### Finales en simple messieurs
| No | Date       | Nom et lieu du tournoi                 | Catégorie           | Dotation  | Surface         | Vainqueur        | Score         |          |
| -- | ---------- | -------------------------------------- | ------------------- | --------- | --------------- | ---------------- | ------------- | -------- |
| 1  | 16-10-1989 | Seiko Super Tennis, Tokyo              |                     | 500 000 $ | Moquette (int.) | Aaron Krickstein | 6-2, 6-2      |          |
| 2  | 08-01-1990 | Holden New South Wales Open, Sydney    | World Series        | 150 000 $ | Dur (ext.)      | Yannick Noah     | 5-7, 6-3, 6-4 | Parcours |
| 3  | 12-02-1990 | Belgian Indoor Championship, Bruxelles | Championship Series | 465 000 $ | Moquette (int.) | Boris Becker     | 7-5, 6-2, 6-2 |          |
| 4  | 09-11-1992 | Kremlin Cup, Moscou                    | World Series        | 315 000 $ | Moquette (int.) | Marc Rosset      | 6-2, 6-2      |          |
| 5  | 11-01-1993 | Indonesian Open, Jakarta               | World Series        | 275 000 $ | Dur (ext.)      | Michael Chang    | 2-6, 6-2, 6-1 |          |

### Titres en double messieurs
| No | Date       | Nom et lieu du tournoi                        | Catégorie       | Dotation  | Surface         | Partenaire | Finalistes                        | Score         |  |
| -- | ---------- | --------------------------------------------- | --------------- | --------- | --------------- | ---------- | --------------------------------- | ------------- |  |
| 1  | 04-10-1988 | Queensland Open Brisbane                      | GP World Series | 165 000 $ | Dur (int.)      | Eric Jelen | Grant Connell Glenn Michibata     | 6-4, 6-1      |  |
| 2  | 19-08-1991 | Norstar Bank Hamlet Challenge Cup Long Island | World Series    | 225 000 $ | Dur (ext.)      | Eric Jelen | Doug Flach Diego Nargiso          | 0-6, 6-4, 7-6 |  |
| 3  | 04-11-1991 | Kremlin Cup Moscou                            | World Series    | 297 000 $ | Moquette (int.) | Eric Jelen | Andreï Cherkasov Aleksandr Volkov | 6-4, 7-6      |  |

### Finales en double messieurs
| No | Date       | Nom et lieu du tournoi                      | Catégorie              | Dotation    | Surface      | Vainqueurs                  | Partenaire    | Score         |          |
| -- | ---------- | ------------------------------------------- | ---------------------- | ----------- | ------------ | --------------------------- | ------------- | ------------- | -------- |
| 1  | 04-05-1992 | German International Championships Hambourg | Championship Series SW | 1 000 000 $ | Terre (ext.) | Sergio Casal Emilio Sánchez | Michael Stich | 5-7, 6-4, 6-3 |          |
| 2  | 26-04-1993 | BMW Open Munich                             | World Series           | 275 000 $   | Terre (ext.) | Martin Damm Henrik Holm     | Karel Nováček | 6-0, 3-6, 7-5 | Parcours |

## Parcours dans les tournois duGrand Chelem

### En simple
| Année | Open d'Australie | Open d'Australie | Internationaux de France | Internationaux de France | Wimbledon       | Wimbledon       | US Open         | US Open      |
| ----- | ---------------- | ---------------- | ------------------------ | ------------------------ | --------------- | --------------- | --------------- | ------------ |
| 1987  | —                | —                | 1er tour (1/64)          | T. Champion              | 1er tour (1/64) | A. Maurer       | —               | —            |
| 1988  | 1/8 de finale    | A. Chesnokov     | 1er tour (1/64)          | J. Arrese                | 1er tour (1/64) | S. Youl         | —               | —            |
| 1989  | 2e tour (1/32)   | I. Lendl         | 3e tour (1/16)           | A. Chesnokov             | 2e tour (1/32)  | S. Davis        | 3e tour (1/16)  | M. Pernfors  |
| 1990  | 1er tour (1/64)  | V. Paloheimo     | —                        | —                        | —               | —               | 1er tour (1/64) | M. Šrejber   |
| 1991  | 2e tour (1/32)   | J. Siemerink     | 1er tour (1/64)          | W. Ferreira              | 1er tour (1/64) | Bo. Becker      | 1/8 de finale   | P. Haarhuis  |
| 1992  | 3e tour (1/16)   | M. Rosset        | 1/8 de finale            | P. Sampras               | 1er tour (1/64) | K. Kinnear      | 3e tour (1/16)  | Bo. Becker   |
| 1993  | 1er tour (1/64)  | P. Sampras       | 3e tour (1/16)           | P. Haarhuis              | 1er tour (1/64) | C. van Rensburg | 2e tour (1/32)  | A. Boetsch   |
| 1994  | —                | —                | 1er tour (1/64)          | J. Eltingh               | —               | —               | —               | —            |
| 1995  | 2e tour (1/32)   | R. Furlan        | 1er tour (1/64)          | J. Eltingh               | —               | —               | —               | —            |
| 1996  | 1er tour (1/64)  | M. Tebbutt       | 1er tour (1/64)          | M. Rosset                | —               | —               | 1er tour (1/64) | J. Siemerink |

N.B. : à droite du résultat se trouve le nom de l'ultime adversaire.

### En double
| Année | Open d'Australie          | Open d'Australie        | Internationaux de France  | Internationaux de France | Wimbledon                 | Wimbledon               | US Open                    | US Open                 |
| ----- | ------------------------- | ----------------------- | ------------------------- | ------------------------ | ------------------------- | ----------------------- | -------------------------- | ----------------------- |
| 1987  | —                         | —                       | 2e tour (1/16) B. Scanlon | H. Gildemeister A. Gómez | —                         | —                       | —                          | —                       |
| 1988  | 1er tour (1/32) P. Kühnen | J. Fitzgerald A. Järryd | —                         | —                        | —                         | —                       | —                          | —                       |
| 1989  | 2e tour (1/16) P. Kühnen  | S. Edberg J. Grabb      | 1er tour (1/32) P. Kühnen | M. Davis T. Pawsat       | 1er tour (1/32) P. Kühnen | G. Raoux É. Winogradsky | 2e tour (1/16) K. Evernden | J. McEnroe M. Woodforde |
| 1993  | —                         | —                       | 2e tour (1/16) K. Nováček | L. Jensen M. Jensen      | —                         | —                       | —                          | —                       |

N.B. : le nom du ou de la partenaire se trouve sous le résultat ; le nom des ultimes adversaires se trouve à droite.

## Parcours dans les Grand Prix Championship Series etMasters Series
| Année | Indian Wells          | Miami                    | Monte-Carlo              | Rome                   | Hambourg                 | Canada | Cincinnati | Stockholm puis Essen puis Stuttgart | Tokyo puis Paris     |
| ----- | --------------------- | ------------------------ | ------------------------ | ---------------------- | ------------------------ | ------ | ---------- | ----------------------------------- | -------------------- |
| 1987  | -                     | -                        | -                        | -                      | 2e tour K. Carlsson      | -      | -          | -                                   | -                    |
| 1988  | 2e tour A. Volkov     | 1er tour G. Forget       | 2e tour M. Wilander      | -                      | 2e tour J. Arrese        | -      | -          | 2e tour M. Pernfors                 | -                    |
| 1989  | 1/4 de finale Y. Noah | 1/4 de finale A. Mancini | -                        | -                      | 1/2 finale I. Lendl      | -      | -          | -                                   | 1er tour M. Jaite    |
| 1990  | -                     | 1/8 de finale S. Edberg  | -                        | -                      | 2e tour R. Azar          | -      | -          | 1er tour A. Volkov                  | 2e tour P. Sampras   |
| 1991  | -                     | 1er tour N. Marques      | 1/4 de finale G. Prpić   | -                      | 1er tour K. Nováček      | -      | -          | 2e tour J. Courier                  | 1er tour W. Masur    |
| 1992  | 2e tour M. Gustafsson | 1/8 de finale J. Courier | 1/4 de finale A. Boetsch | 1/2 finale J. Courier  | 2e tour M. Stich         | -      | -          | 1er tour M. Gustafsson              | 1er tour A. Mansdorf |
| 1993  | 2e tour A. Volkov     | 3e tour R. Krajicek      | 2e tour R. Krajicek      | 1/8 de finale M. Chang | 2e tour Bo. Becker       | -      | -          | -                                   | -                    |
| 1994  | -                     | -                        | 1er tour G. Schaller     | -                      | 1er tour P. Haarhuis     | -      | -          | -                                   | 2e tour T. Martin    |
| 1995  | -                     | -                        | -                        | -                      | -                        | -      | -          | 1er tour A. Rădulescu               | -                    |
| 1996  | -                     | -                        | -                        | -                      | 1/8 de finale M. Larsson | -      | -          | 1er tour A. Berasategui             | -                    |

N.B. : sous le résultat se trouve le nom de l’ultime adversaire.